# 赤津村 (愛知県)
赤津村（あかづむら）は、かつて愛知県東春日井郡にあった村である。

## 概要
現在の瀬戸市の南東部に該当する。
陶磁器（瀬戸焼の一種の赤津焼）の産地である。

## 沿革
- 江戸時代末期、この地域は尾張国春日井郡であり、尾張藩領であった。
- 1880年（明治13年）2月5日 - 春日井郡が東春日井郡と西春日井郡に分割され、この地域は東春日井郡となる。
- 1889年（明治22年）10月1日 - 町村制により、赤津村が成立
- 1925年（大正14年）8月25日 - 瀬戸町と合併し、瀬戸町大字赤津となる。

## 教育
- 赤津尋常小学校（後の瀬戸市立東明小学校。2020年義務教育学校瀬戸市立にじの丘学園の新設により廃校。）